# امبولومادینیکا
امبولومادینیکا (به لاتین: Ambolomadinika) یک سکونتگاه مسکونی در ماداگاسکار است که در واتوواوی-فیتووینانی واقع شده‌است.

## خصوصیات
امبولومادینیکا ۱۳٬۰۰۰ نفر جمعیت دارد و ۲۶۵ متر بالاتر از سطح دریا واقع شده‌است.